# Gheorghe Popescu
Gheorghe ("Gică") Popescu (Calafat, 9 oktober 1967) is een Roemeens voormalig voetballer. Als verdediger speelde hij voor onder meer Steaua Boekarest, PSV, FC Barcelona, Galatasaray en het Roemeens voetbalelftal. Popescu werd zesmaal verkozen tot Roemeens Voetballer van het Jaar en in eigen land kreeg hij de bijnaam Baciul (De Meester).

## Clubvoetbal
Popescu begon in 1985 als voetballer bij Universitatea Craiova. In 1988 speelde Popescu op huurbasis voor Steaua Boekarest. Van 1990 tot 1994 speelde hij voor PSV en bij de club uit Eindhoven won Popescu twee keer de landstitel (1991, 1992). Via Tottenham Hotspur (1994–1995) kwam de Roemeen bij FC Barcelona terecht. Zijn eerste seizoen bij Barça beschouwt Popescu zelf als het beste uit zijn carrière, zoals hij ooit aangaf in een interview met De Telegraaf. "Het eerste jaar onder Cruijff bij Barcelona was het beste uit mijn carrière. Het was de ultieme combinatie tussen voetbal en plezier." Over zijn toenmalige trainer Johan Cruijff zei hij verder: "Johan Cruijff is de nummer één van de wereld, de nummer twee van de wereld en ver daarna komt de rest. Als hij een vrouw was geweest, had ik elke ochtend geroepen: ik hou van jou". In 1996 werd Cruijjf echter ontslagen en opgevolgd door Bobby Robson. Als aanvoerder won Popescu in 1997 de Copa del Rey en de UEFA Cup Winners' Cup met FC Barcelona. Na de komst van Louis van Gaal als trainer van de Catalaanse club vertrok Popescu naar het Turkse Galatasaray. In 2000 won hij met deze club de UEFA Cup door in de finale Arsenal te verslaan. Popescu maakte de beslissende strafschop tijdens de strafschoppenserie. In augustus 2001 volgde de winst van de UEFA Super Cup door winst tegen Real Madrid. Na zijn periode in Turkije speelde Popescu bij US Lecce (2001–2002), Dinamo Boekarest (2002) en Hannover 96 (2003).

## Nationaal elftal
Popescu kwam 115 keer uit voor de nationale ploeg en maakte 16 doelpunten. Popescu debuteerde in 1983 en nam deel aan drie WK's: WK 1990 in Italië, WK 1994 in de Verenigde Staten en WK 1998 in Frankrijk. Hij vormde destijds samen met onder meer Gheorghe Hagi, Dan Petrescu en doelman Bogdan Stelea de kern van een succesvol Roemeens elftal. Na het EK 2000 (zijn tweede EK na 1996) beëindigde Popescu, tegelijkertijd met Gheorghe Hagi, zijn interlandcarrière.

## Veroordeling
Popescu werd op 4 maart 2014 veroordeeld tot 37 maanden gevangenisstraf. Dit nadat hij schuldig werd bevonden aan het verduisteren van belastinggeld en betrokkenheid bij het witwassen van geld bij voetbaltransfers. Naast Popescu werden hiervoor ook zeven andere Roemeense voetbalofficials veroordeeld.

## Erelijst
Steaua
- Divizia A: 1987/88
- Cupa României: 1987/88

 PSV
- Eredivisie: 1990/91, 1991/92
- Nederlandse Supercup: 1992

 Barcelona
- Supercopa de España: 1996
- Copa del Rey: 1996/97
- UEFA Cup Winners' Cup: 1996/97

 Galatasaray
- Süper Lig: 1997/98, 1998/99, 1999/00
- Türkiye Kupası: 1999, 2000
- UEFA Cup: 1999/00
- UEFA Super Cup: 2000

Individueel
- Roemeens voetballer van het jaar: 1989, 1990, 1991, 1992, 1995, 1996